# E-Prix de São Paulo
El e-Prix de São Paulo es una carrera de automovilismo válida para el Campeonato Mundial de Fórmula E, que disputa en el Circuito callejero de São Paulo, en São Paulo, Brasil.

## Historia
En mayo de 2017, se anunció el calendario de la temporada 2017-18 de Fórmula E, en este el e-Prix aparecía como parte del campeonato, sin embargo en noviembre de 2017 se anunció que el e-Prix se pospondría para la temporada 2018-2019, sin embargo nunca sucedió la carrera debido a problemas organizacionales en la privatización del Parque Anhembi, tras años de incertidumbre, se firmó un acuerdo de cinco años, con la opción de renovación. El acuerdo para que Sao Paulo se una al calendario se firmó en Mónaco, y será promovido por Sao Paulo Turismo y GL Events, se espera que de nueva cuenta, el Parque Anhembi sea la sede del circuito callejero en el que se realizará la carrera, considerando que ahí la Indycar compitió durante los años de 2010 a 2013.

## Ganadores
| Edición | Piloto      | Equipo         | Circuito  | Resultados |
| ------- | ----------- | -------------- | --------- | ---------- |
| 2022-23 | Mitch Evans | Jaguar         | São Paulo | Resultados |
| 2023-24 | Sam Bird    | McLaren-Nissan | São Paulo | Resultados |
| 2024-25 | Mitch Evans | Jaguar         | São Paulo | Resultados |

## Estadísticas

### Pilotos con más victorias
| Victorias | Piloto      | Años       |
| --------- | ----------- | ---------- |
| 2         | Mitch Evans | 2023, 2024 |
| 1         | Sam Bird    | 2024       |

### Equipos con más victorias
| Victorias | Equipo  | Años       |
| --------- | ------- | ---------- |
| 2         | Jaguar  | 2023, 2024 |
| 1         | McLaren | 2024       |